# توني دوفرت
توني دوفرت (بالفرنسية: Tony Duvert)‏‏ (2 يوليو 1945 - 2 يوليو 2008 ) كاتب، وصحفي، وروائي، وفيلسوف من فرنسا.

## روابط خارجية
- توني دوفرت على موقع IMDb (الإنجليزية)